# Bisping
Bisping est une ancienne commune de la Moselle fusionnée avec Angviller-lès-Bisping et Desseling dans Belles-Forêts en 1973.

## Toponymie
- Bisping (1147); Bispenges (1276); Bispingen (1374); Bispaigne (1543); Bispange (1553); Bispingen (1525)[1]; Bispengen (1594); Busseping & Bichepin (1727)[2]; Bisping (1869); Bisping (1900)[3];
- En lorrain roman : Beuchpé. En allemand (1871-1918) : Bispingen.

## Histoire
Bisping et Angviller-les-Bisping résulteraient de la réunion du nom d’un religieux (« Bischof » ou évêque en allemand pour « Bisping » et « Johann » pour « Angviler-les-Bisping ») et d’un suffixe. La plus ancienne des deux, « Angviller-les-Bisping » apparaît pour la première fois dans les écrits en l’an 775 sous l’appellation Hiohannivillare in pago Salinensi tandis que Bisping n’est mentionnée qu’au milieu du XIIe siècle. Le « h » caractéristique de la graphie Hiohannivillare disparaît au profit de la forme Angwilre qui intervient en 1275. À la même époque Bisping devient Bispenges. Le vocable restera le même jusqu’en 1869, date à laquelle on reviendra au toponyme originel de « Bisping ». L’année suivante, les deux communes seront annexées et contraintes d’adopter sous l’influence Prussienne les noms de Angweiler et Bispingen. Elles retrouveront toutes deux leur appellation française au XXe siècle. Ce n’est que bien plus tard, en 1973, que les deux localités fusionneront sous la dénomination de « BELLES-FORETS ». Un troisième village Desseling qui faisait partie de cette association, a repris son autonomie en 1985.

## Culture locale et patrimoine

### Lieux et monuments
- Église Saint-Remi
- Ancien guéoir

### Héraldique
| Blason de Bisping | Blason  | De gueules au rosier d'argent fleuri de cinq pièces 1, 2 et 2, au vase à parfum d'or brochant sur le tout en cœur. |
| Blason de Bisping | Détails | Le statut officiel du blason reste à déterminer.                                                                   |